# Sid Ahmed Khedis
Sid Ahmed Khedis, né le 22 août 1985 à Alger en Algérie, est un footballeur algérien.
Son père, Mohamed Khedis, était footballeur international algérien.

## Palmarès
- Champion d'Algérie en 2008 avec la JS Kabylie.